# Curt Högberg
Curt Högberg, född 11 januari 1938 i Munkfors församling, Värmlands län, död 1 augusti 2018 i Linköpings domkyrkoförsamling, Östergötlands län, var en svensk målare och gymnasielärare.
Högberg studerade vid Konstfackskolan 1957–1961. Separat har han ställt ut i bland annat Uddeholm, Karlstad, Kristinehamn och Landskrona. Han har bland annat medverkat i samlingsutställningarna Unga tecknare på Nationalmuseum, Värmlands konstförenings vandringsutställningar, Galleri Gripen i Karlstad och Värmlands konstförenings Höstsalong på Värmlands museum sedan 1963.
Bland hans offentliga arbeten märks utsmyckningen för UHB:s filial i Düsseldorf och UHB:s huvudkontor i USA.
Högberg är representerad vid Värmlands museum samt vid ett flertal landsting och kommuner.